# 柴山愛次郎
柴山 愛次郎（しばやま あいじろう）は、幕末の薩摩藩士。同藩医柴山良庵の次男。諱は道隆。

## 略伝
鹿児島城下高見馬場で誕生。兄に尊王志士柴山良助、弟に海軍大将柴山矢八がいる。幼少より文武を修め、藩政では記録書書記、造士館訓導を歴任する。その後、尊王攘夷を志して諸国を遊学して見聞を広める。
文久2年（1862年）橋口壮介らと鹿児島を脱し、大坂で有馬新七らと九条尚忠・酒井忠義襲撃を謀議する。島津久光が派遣した鎮撫使たちとの交渉の場に同席するが、斬り合いが始まるとその場で端座瞑目し、無抵抗のまま山口金之進に斬殺された。両肩に示現流の打ち込みを受け、首が落ちたと伝わる。寺田屋騒動の悲報を聞いた西郷隆盛は橋口や柴山の死を悲しんだと言われている。
明治24年（1891年）、従四位を追贈された。

## 登場作品
テレビドラマ
- 『翔ぶが如く』（1990年、NHK大河ドラマ、演：山田辰夫）
- 『西郷どん』（2018年、NHK大河ドラマ、演：中村尚輝）